# Chadburn Lake

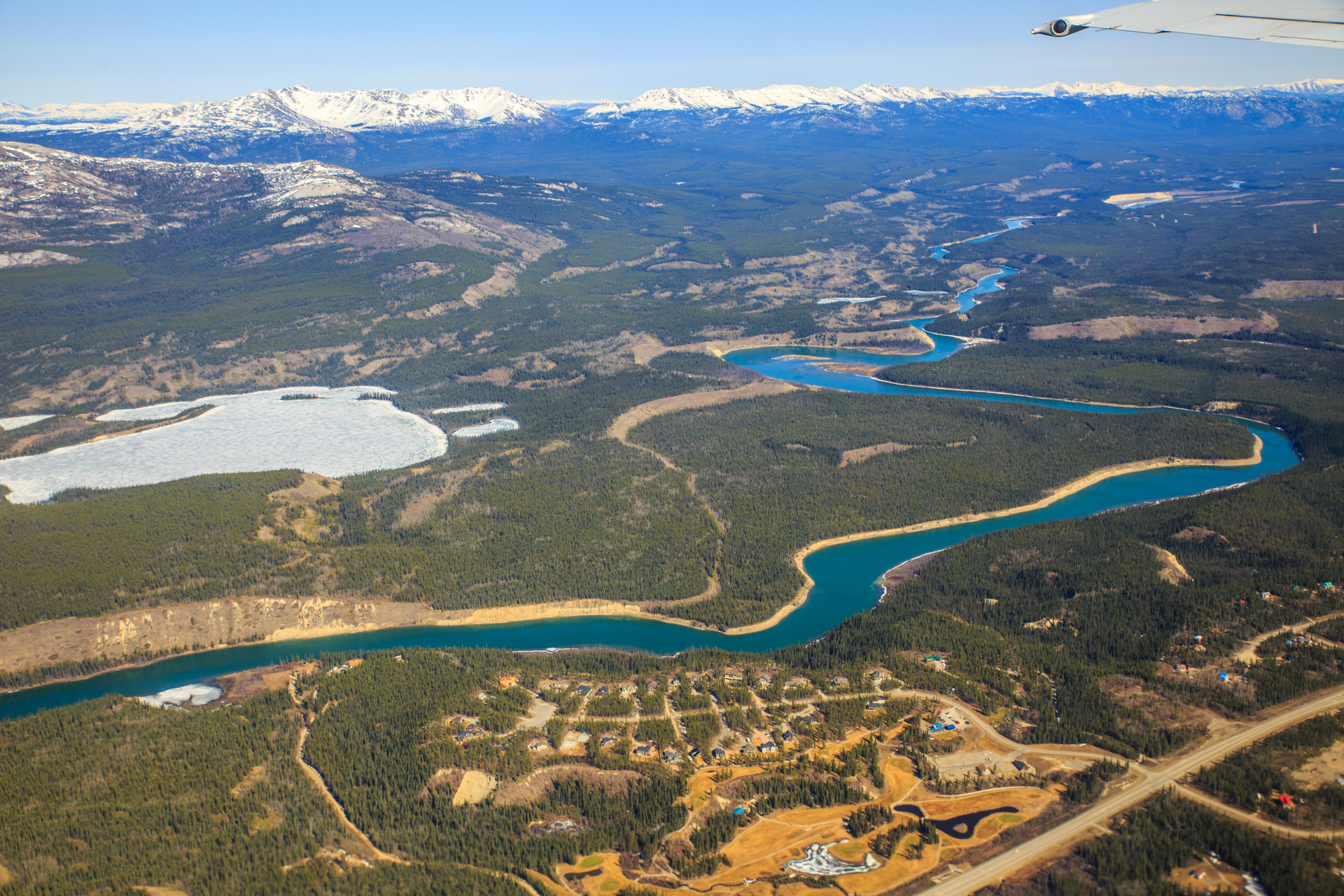
Chadburn Lake links im Bild mit weißer Schneedecke

Der Chadburn Lake ist ein 144 ha großer See knapp 10 km südsüdöstlich von Whitehorse im Süden des kanadischen Territoriums Yukon. Der See befindet sich in den Stammesgebieten der Kwanlin Dun First Nation und der Ta'an Kwach'an.

## Lage
Der 677 m hoch gelegene Chadburn Lake befindet sich einen Kilometer vom rechten Flussufer des Yukon River entfernt. Die Chadburn Lake Road führt von Whitehorse östlich vom Yukon River zu einer Anlegestelle am Nordwestufer des Sees. Der Chadburn Lake ist 2,9 km lang sowie einen Kilometer breit. Der Chadburn Lake ist bis zu 43 m tief. Die mittlere Wassertiefe beträgt 15 m.

## Seefauna
Im See kommt eine gesunde Population kleinwüchsiger Exemplare des Amerikanischen Seesaiblings vor. Bei Untersuchungen im Jahr 2016 wurden im See keine Heringsmaränen gefangen.